# 技術總監
技术总监通常是软件公司、工程公司、电影工作室、剧院公司或电视工作室等領域的高级技术人员。技術總監通常在特定技术领域内拥有高水平的技能，且是一家公司的管理層人員。